# 犬山検査場新川検車支区
座標: 北緯35度11分48.6秒 東経136度50分56.9秒 / 北緯35.196833度 東経136.849139度
新川検車支区（しんかわけんしゃしく）は、愛知県清須市に所在する名古屋鉄道（名鉄）の車両基地である。従前の施設名は新川検車区（しんかわけんしゃく）。名称の由来は、所在地の地名が2005年（平成17年）まで「新川町」であったことによる。
名古屋本線の須ヶ口駅に隣接して立地し、現存する名鉄の検車支区では最も歴史の古い施設である。かつては新川工場（しんかわこうじょう）として名鉄の車両保守組織の根幹をなしていたが、現在は組織再編によって犬山検査場に所属する下部組織となっている。

## 施設概要
敷地面積は22,831 m2で、最大78両を留置可能な留置線を有するほか、検査ピットを6両編成用2本、2両編成用1本の計3本備える。検修施設として車輪旋盤・ドロップピット・10 tクレーンを有し、事故で破損した車両の修理も行う。敷地面積では舞木検査場、犬山検査場に次ぐ規模であるが、留置線としては名鉄最大規模である。
また、新川検車支区は名鉄の拠点駅である名鉄名古屋駅の至近に位置することから、事故発生などによって運行ダイヤが乱れた際の列車運行整理拠点としても重要な役割を担っている。

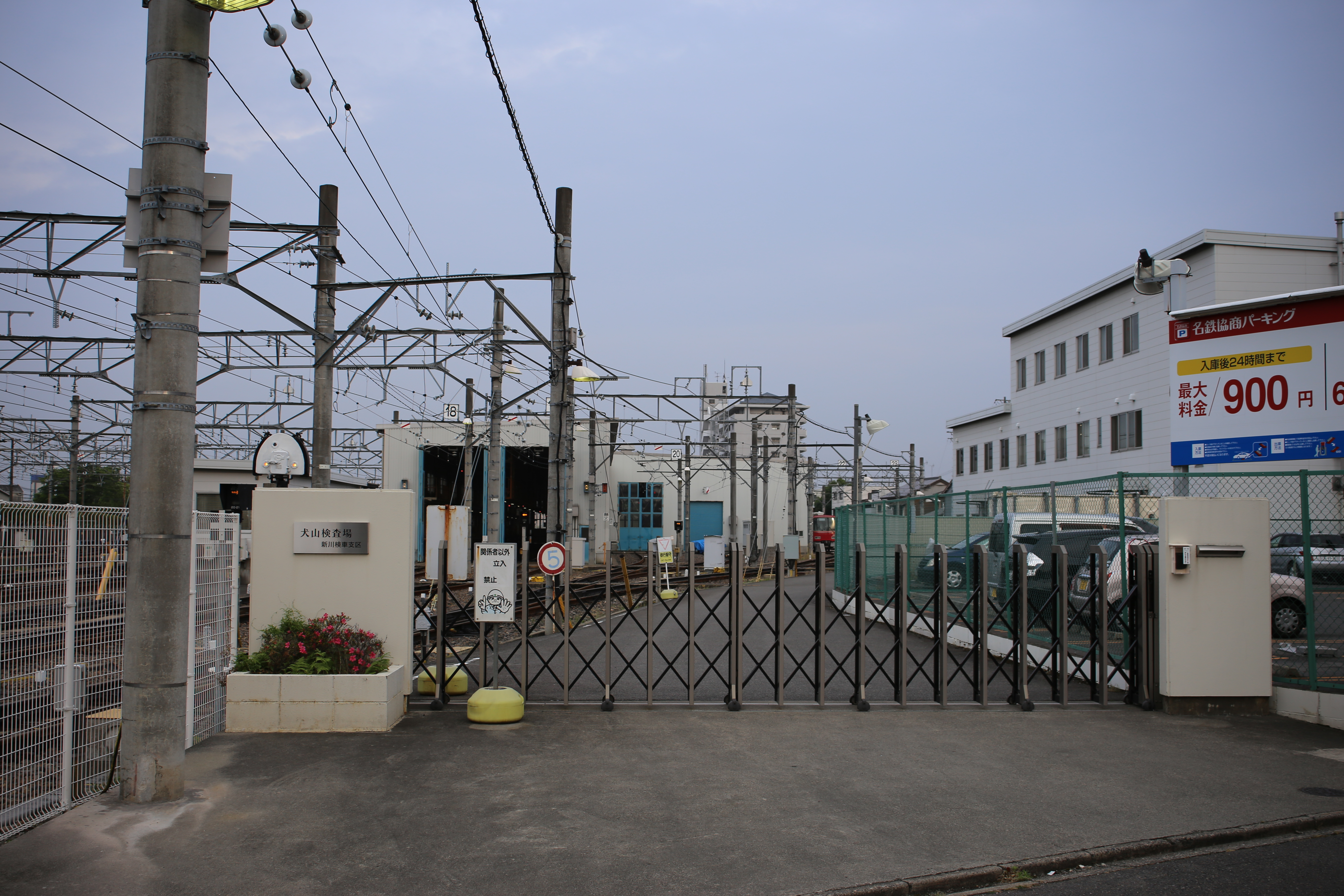
検車支区入口
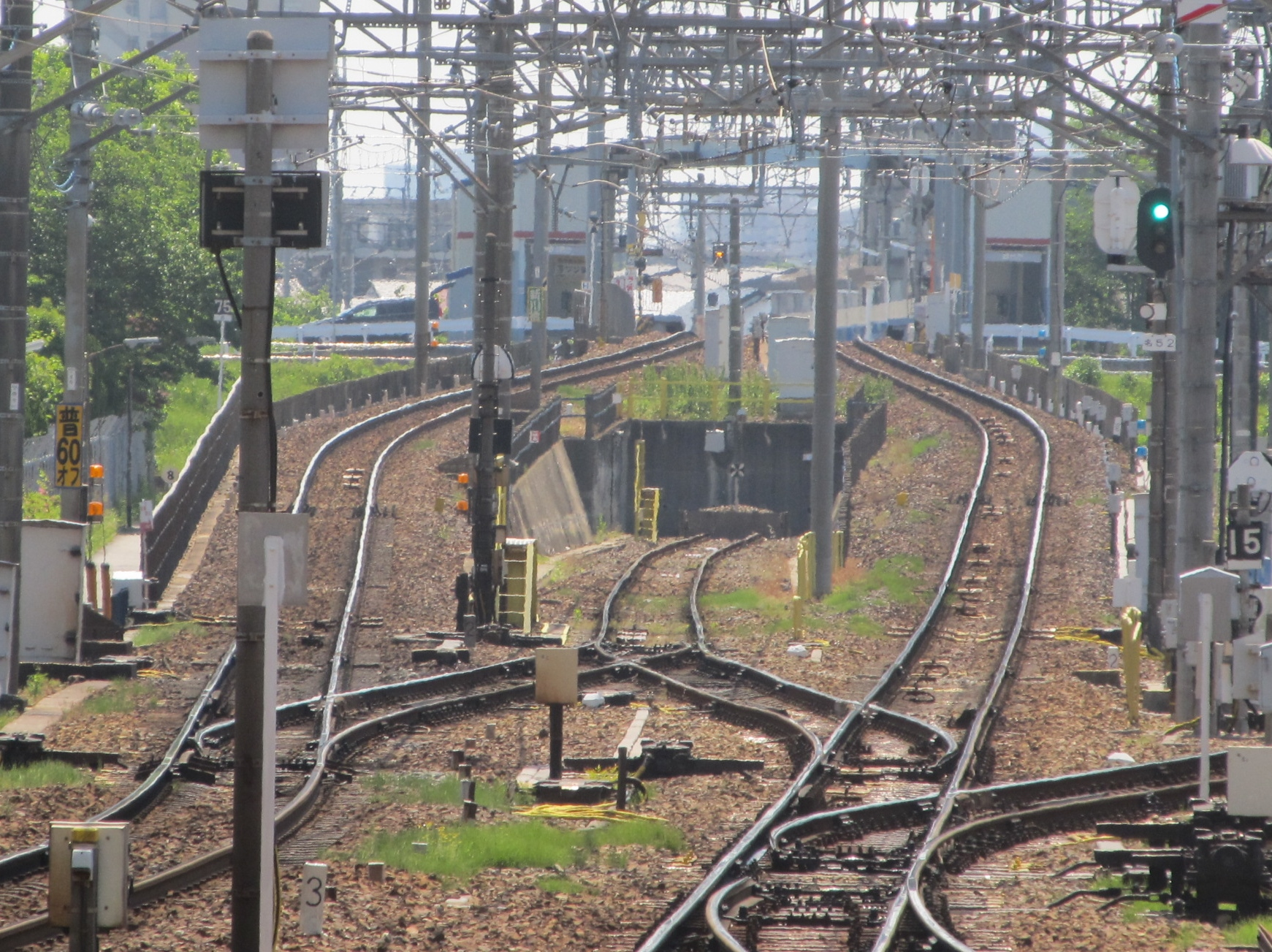
5番線
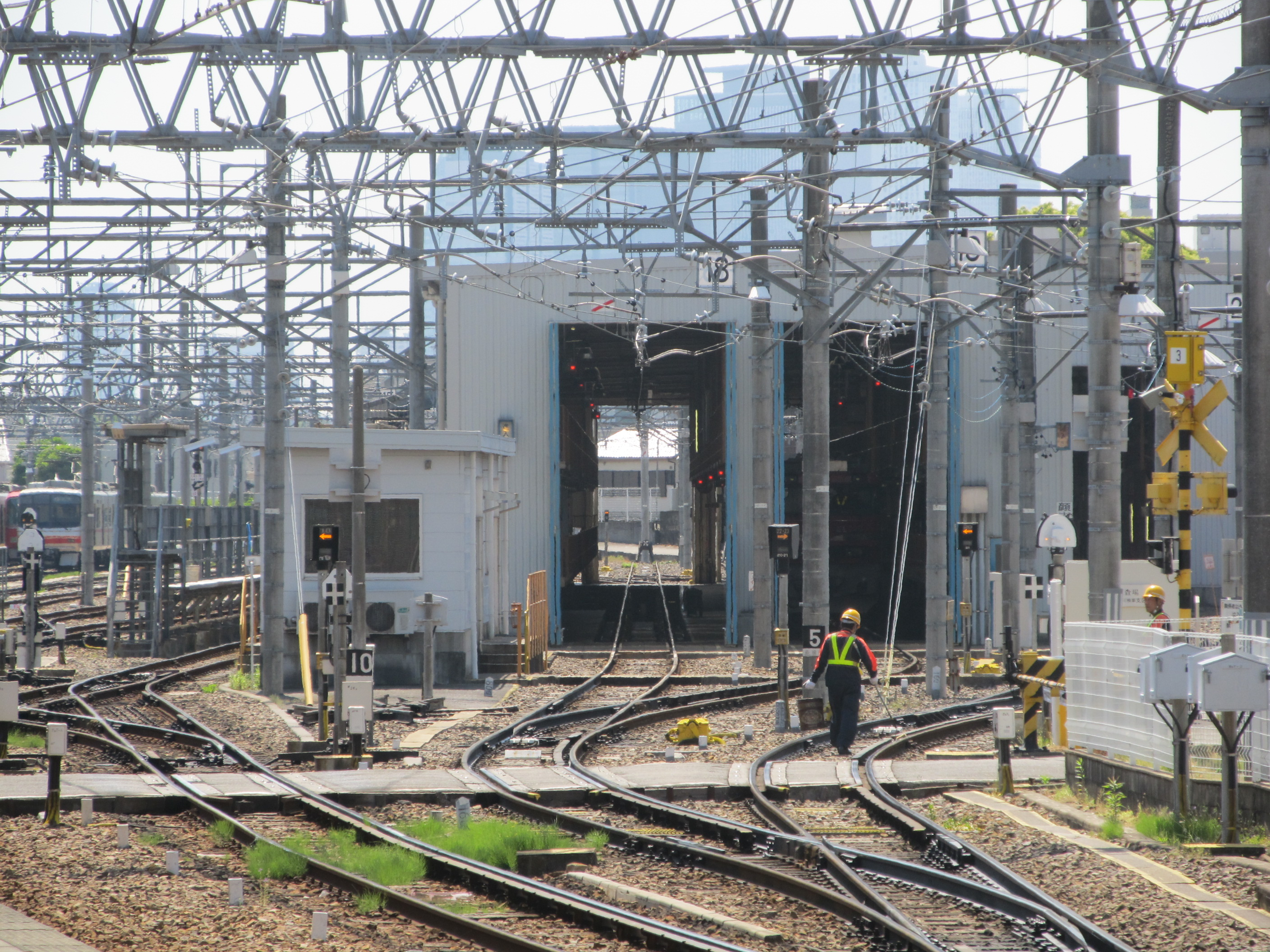
18番線
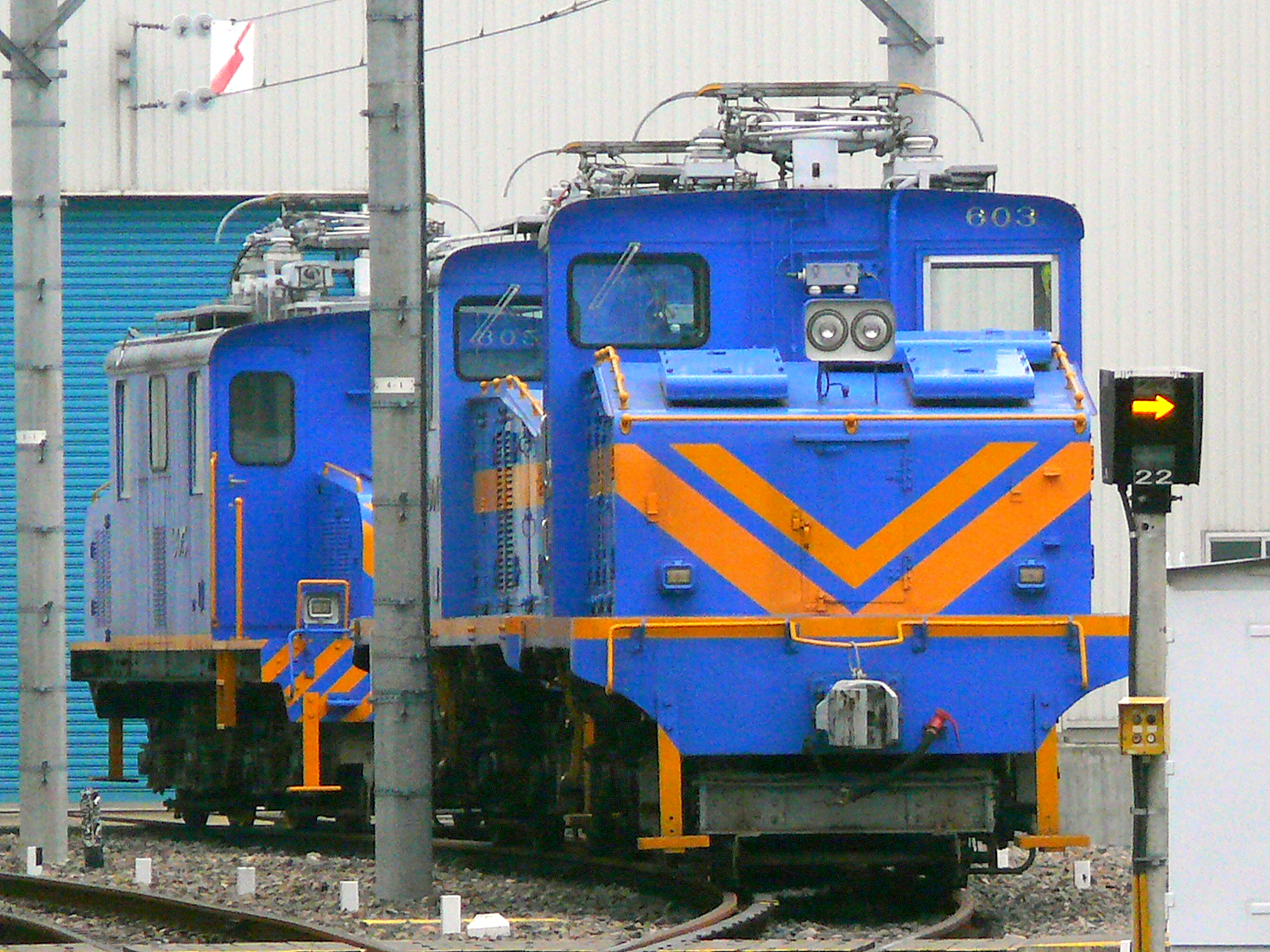
21番線

|              | ↑ 津島方面            |            |
| ← 名古屋方面 | 新川検車支区 配線略図 | → 岐阜方面 |
| 凡例 出典:、 |                       |            |

## 歴史
名鉄の前身事業者の一つである旧・名古屋鉄道が、同社の「新川車庫」として1929年（昭和4年）に開設した検修施設である。現・名鉄発足後に組織名称が新川工場と変更され（検修施設は「新川検車区」、正式名称「新川工場第一・第二検修職場」）、1949年（昭和29年）より名古屋本線をはじめとした架線電圧1,500 V路線区の運用車両を対象として列車検査および月検査を担当した。
後の名鉄における社内組織再編に伴って、新川工場は直属の新川検車区のほか、鳴海・茶所および喜多山の3箇所の検車区を管轄する組織となった。その後は架線電圧1,500 V路線区の運用車両全般に加えて、特急「北アルプス」用の8000系・8200系気動車やMRM100形モノレール車両、閑散線区用に導入されたレールバス（LE-Car、キハ10形・キハ20形）の検修も担当した。
輸送力増強に伴う保有車両の増加に対応するため、1985年（昭和60年）には犬山検車区を新設し、名古屋本線系統にて運用される車両の列車検査および月検査業務の大半を移管した。ただし、その後も架線電圧1,500 V線区向けの新造車の納入時検車は新川検車区で行われたほか、レールバスを含む気動車各形式については引き続き検査業務全般を担当した。その他、事故によって破損した車両の修繕、瀬戸線所属車両の重要部検査および全般検査実施時における喜多山検車区への人員派遣などを担当した。
その後、再度実施された社内組織再編によって新川工場の検車区管轄機能は犬山検査場へ移管され、「新川工場」の名称は廃止されるとともに新川検車区は犬山検査場の下部組織となった。さらに1997年（平成9年）の舞木定期検査場開設に際して、名鉄が保有する全車両の定期検査業務および新造車の納入時検車業務を舞木検査場へ集約することとなり、新川検車区の業務範囲はさらに縮小された。
同時期には空港線開通に併せて、各種施設の改良工事が実施された。1998年（平成10年）から開始された改良工事は建屋・構内配線などを全て更新する大規模なもので、2005年（平成17年）に完成した。その後は幹線系統の運用車両の列車検査・洗車業務を中心として、特急用車両各形式の月検査も担当する。
なお、1971年（昭和46年）以降は検修業務を名鉄および住友商事の共同出資によって設立した名鉄住商工業へ委託し、名鉄から同社へ出向した係員によって検修業務が行われた。その後、名鉄は2005年（平成17年）3月に名鉄住商工業を清算し、全ての業務を直営にするとともに同社へ出向した係員は全員名鉄へ復籍した。

## 特記事項
新川検車支区は過去2度の災害に遭い、施設のみならず留置車両にも被害が生じた。
1964年（昭和39年）2月に工場施設より火災が発生し、検査入場中であったモ700形706・モ750形760・ク2190形2192・5500系5509編成・電気機関車デキ300形304の各車両が被災した。このうち5500系5509編成のみは損傷が激しかったモ5509を車体新製によって修復し復旧されたが、それ以外の焼失車両については修復が断念され廃車処分となった。
また、2000年（平成12年）9月には東海豪雨による大雨で構内が冠水し、留置されていた車両の多くが被災した。このうち5500系5505編成は修復されることなく同系列初の廃車となった。

## 参考資料
- 『鉄道ピクトリアル』 鉄道図書刊行会
  - 渡辺肇・加藤久爾夫 「私鉄車両めぐり(87) 名古屋鉄道 1」 1971年1月号（通巻246号） pp.77 - 84
  - 渡辺肇・加藤久爾夫 「私鉄車両めぐり(87) 名古屋鉄道 2」 1971年2月号（通巻247号） pp.58 - 65
  - 柚原誠 「車両工場・検車区の概要」 1986年12月臨時増刊号（通巻473号） pp.24 - 27
  - 宇佐美晃 「車両保守体制と車両基地の概要」 1996年7月臨時増刊号（通巻624号） pp.45 - 48
  - 鈴木重也 「舞木検査場の業務と諸設備」 2006年1月臨時増刊号（通巻771号） pp.58 - 62
  - 伊藤慎悟 「検車区の概要」 2006年1月臨時増刊号（通巻771号） pp.63 - 65
  - 伊藤慎悟 「検車区の概要」 2009年3月臨時増刊号（通巻816号） pp.58 - 61
  - 外山勝彦 「名古屋鉄道 現有車両プロフィール2005」 2006年1月臨時増刊号（通巻771号） pp.203 - 252
- 清水武、田中義人『名古屋鉄道車両史 下巻』、アルファベータブックス、2019年8月